# Ilias Kostis
Ilias Kostis (en griego: Ηλίας Κωστής; Salónica, Grecia, 27 de febrero de 2003) es un futbolista griego-chipriota que juega como defensa en el Atlético de Madrid B. Nacido en Grecia, fue internacional juvenil de Chipre hasta unirse a la selección nacional de fútbol sub-21 de Grecia el 4 de octubre de 2023.

## Carrera
En 2019, Kostis se unió a la cantera del Atlético de Madrid de La Liga española procedente de las categorías inferiores del APOEL de Nicosia. El 4 de octubre de 2023 debutó con el primer equipo del Atlético de Madrid en un partido de la fase de grupos de la Liga de Campeones frente al Feyenoord. Disputó su segundo partido en Copa del Rey el 31 de octubre de 2024 frente a la UE Vic.

## Vida personal
Su padre es Georgios Kostis, un ex mediocampista que jugó principalmente para el Iraklis de Tesalónica en la Superliga de Grecia. Su tío es Vaggelis Kostis, también exfutbolista.